# Liste des ministres haïtiens de la Santé publique
Cet article liste les ministres haïtiens chargés du ministère de la Santé publique.

## Présentation
Le ministère de la Santé publique d'Haïti a été créé en Septembre 1945. 
Le ministère est renommé Santé publique et Population (MSPP) par la loi du 31 octobre 1957.

## Liste
- 30 octobre 1945 – 11 janvier 1946 : André Liautaud
- 12 janvier 1946 – 16 août 1946 : Benoit Alexandre
- 19 août 1946 – 26 octobre 1946 : Daniel Fignolé
- 26 octobre 1946 – 10 avril 1947 : Georges Honorat
- 10 avril 1947 – 8 décembre 1947 : Emile Saint-Lot
- 8 décembre 1947 – 26 novembre 1948 : Maurice Laraque
- 26 novembre 1948 – 14 octobre 1949 : Antonio Vieux
- 14 octobre 1949 – 10 mai 1950 : François Duvalier
- 12 mai 1950 – 19 août 1950 : Joseph Loubeau
- 19 août 1950 – 6 décembre 1950 : William Théard
- 6 décembre 1950 – 5 mai 1951 : Camille Lhérisson
- 5 mai 1951 – 1er avril 1953 : Clément Jumelle
- 1er avril 1953 – 6 septembre 1955 : Roger Dorsinville
- 6 septembre 1955 – 14 décembre 1956 : Elie Villard
- 14 décembre 1956 – 7 février 1957 : Joseph Buteau
- 9 février 1957 – 2 avril 1957 : Marc Augustin
- 6 avril 1957 – 25 mai 1957 : Emmanuel Bruny
- 27 mai 1957 – 14 juin 1957 : Manès Liautaud
- 14 juin 1957 – 22 octobre 1957 : Gérard Boyer
- 22 octobre 1957 – 16 décembre 1957 : Lafontant Jean
- 16 décembre 1957 – 22 avril 1959 : Auguste Denizé
- 22 avril 1959 – 19 décembre 1959 : Ernest Élysée
- 19 décembre 1959 – 30 mai 1961 : Carlo Boulos
- 30 mai 1961 – 6 octobre 1962 : Aurèle Joseph
- 6 octobre 1962 – 22 mai 1967 : Gérard Philippeaux
- 22 mai 1967 – 25 novembre 1968 : Fritz Audoin
- 25 novembre 1968 – 22 avril 1971 : Max Adolphe
- 22 avril 1971 – 9 août 1973 : Alix Théard
- 9 août 1973 – 31 mars 1976 : Daniel Beaulieu
- 31 mars 1976 – 23 avril 1980 : Willy Verrier
- 23 avril 1980 – 5 janvier 1981 : René Charles
- 5 janvier 1981 – 30 avril 1982 : Gérard Désir
- 30 avril 1982 – 28 mars 1983 : Volvick Rémy Joseph
- 28 mars 1983 – 24 février 1984 : Ary Bordes
- 24 février 1984 – 10 juin 1985 : Robert Germain
- 10 juin 1985 – 7 février 1986 : Victor Laroche
- 7 février 1986 – 21 avril 1986 : Simphar Bontemps
- 21 avril 1986 – 5 janvier 1987 : Michel Lominy
- 5 janvier 1987 – 7 février 1988 : Jean Verly
- 12 février 1988 – 20 juin 1988 : Adrien Westerband
- 20 juin 1988 – 18 septembre 1988 : Jean Verly (2e fois)
- 18 septembre 1988 – 16 mars 1990 : Serge Pinthro
- 16 mars 1990 – 7 février 1991 : Serge Fils-Aimé
- 19 février 1991 – septembre 1991 : Daniel Henrys
- 15 octobre 1991 – 19 juin 1992 : Greger Jean-Louis
- 19 juin 1992 – 1er septembre 1993 : Adrien Westerband (2e fois)
- 1er septembre 1993 – 16 mai 1994 : Jean-Joseph Molière
- 16 mai 1994 – 8 novembre 1994 : Jean Boisrond
- 8 novembre 1994 – 7 novembre 1995 : Jean-Joseph Molière (2e fois)
- 7 novembre 1995 – 11 septembre 1997 : Rudolphe Malbranche
- 22 septembre 1997 – 24 mars 1999 : Jean-Joseph Molière (a. i.) (3e fois)
- 24 mars 1999 – 2 mars 2001 : Michaëlle Amédée Gédéon (f)
- 2 mars 2001 – 29 février 2004 : Henri-Claude Voltaire
- 17 mars 2004 – 6 juin 2006 : Josette Bijou (f)
- 6 juin 2006 – 6 septembre 2008 : Robert Auguste
- 6 septembre 2008 – 18 octobre 2011 : Alex Larsen
- 18 octobre 2011 - 23 mars 2016 : Florence Duperval Guillaume (f)
- 23 mars 2016 - 13 mars 2017 : Daphnée Benoit Delsoin (f)
- 13 mars 2017 - : Marie Gréta Roy Clément
- 25 novembre 2021 : Alex Larsen